# La Loge des Gardes
La Loge des Gardes est une station de sports d'hiver et un parc de loisirs d'été, situés aux portes de l'Auvergne, à l'extrême sud de l'Allier, à la limite de la Loire et du Puy-de-Dôme. Les pistes se situent au cœur de la forêt de l'Assise (600 hectares), sur le flanc des Pierres du Jour (1 164 mètres d'altitude), point culminant des monts de la Madeleine.
La station est ouverte l'hiver, suivant les conditions climatiques (ski alpin, ski nordique et raquette à neige), et l'été tous les jours y compris les jours fériés (tubby, VTT, 3G Éjection, tyroliennes, circuit de quads, descentes en karts, X-Raycer, tour de saut, mountainboard, etc.).

## Géographie
La Loge des Gardes est située dans le département de l'Allier, sur le territoire communal de Laprugne, à 1 077 mètres d'altitude, au cœur de la forêt domaniale de l'Assise. La station est à 5 kilomètres à vol d'oiseau du village et 11 kilomètres par la route par les routes départementales D 477, D 182 et D 177.
Elle est l'unique station de ski alpin des monts de la Madeleine, une chaîne montagneuse du Massif central, bordée, à l’est, par la plaine de Roanne, à l’ouest par la Montagne bourbonnaise (parfois associée au massif), au nord par le Charolais et au sud par les monts du Forez. Ce massif marque la limite entre les départements de l’Allier et de la Loire.
Le domaine skiable est implanté sur les pentes des Pierres du Jour, point culminant des monts de la Madeleine à 1 164 mètres d'altitude.
La station est située à proximité du bassin d'agglomération de Roanne (28 kilomètres), Thiers  (41 kilomètres) et Vichy (47 kilomètres). Elle bénéficie d'une proximité avec la route nationale 7.

## Histoire
En juillet 1944, à proximité de la Loge des gardes, a lieu un combat opposant des résistants français et des soldats allemands au lieu-dit « Gué de la Chaux ».
En 1959, la Loge des gardes se dote des premières pistes et remontées mécaniques.
En 2013, la station mise en vente sur Leboncoin est acquise par Monsieur Chevrier. Séduit par le lieu, il souhaite donner une seconde vie à la station tout en préservant son authenticité. Dans les années suivantes, de nombreux investisseurs privés rejoignent l'aventure, dont un moniteur de ski.
Durant la douzaine d'années sous la direction de Philippe Chevrier, la station développe son offre d'été, devenant une station « 4 saisons », notamment grâce à la création d'un parc de loisirs. En 2025, des difficultés économiques, un manque de neige récurrent et des problèmes de recrutement de personnel l'hiver poussent le dirigeant du site à chercher un nouveau repreneur.

## Sports d'hiver

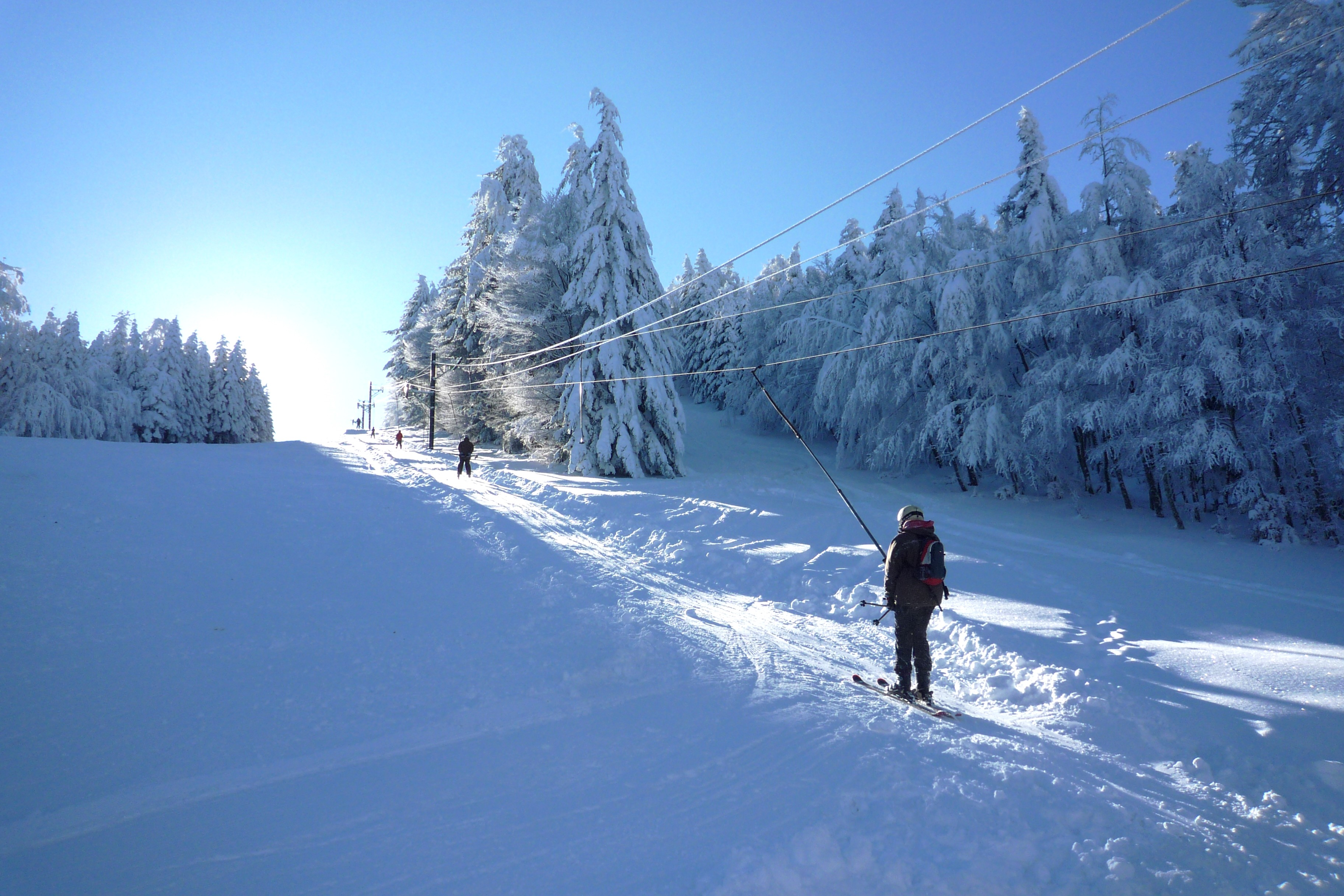
Départ du Grand téléski.

La Loge des Gardes dispose d'un domaine de ski alpin qui se situe entre 1 050 et 1 160 mètres d'altitude sur le versant nord des Pierres du Jour. Les pistes sont tracées au milieu de forêts de hêtres et d'épicéas et proposent 2,2 kilomètres de descentes. On y trouve quatre pistes vertes, bleues et rouges desservies par trois téléskis (750, 500 et 350 mètres de longueur) et un tapis roulant de 50 mètres pour l'initiation. Les téléskis sont également ouverts aux snowboardeurs.
Le lieu est par ailleurs propice à la balade en raquettes via le circuit des Pierres, un sentier balisé qui se situe entre sous-bois et clairières, et une piste de luge de 100 mètres est également aménagée au pied des pistes.

## Activités estivales

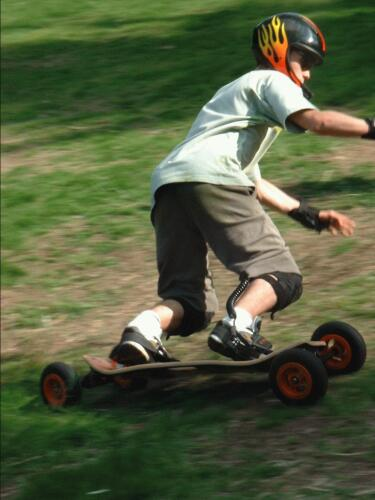
Mountainboard sur piste aménagée à La Loge des Gardes.

L'été, les remontées mécaniques fonctionnent pour la pratique de diverses activités.
On y trouve également deux pistes de bob-tubby sur gazon artificiel où l'on glisse via une bouée. Celles-ci sont desservies par un tapis roulant de 90 mètres.
Un téléski fonctionne par ailleurs pour la pratique du mountainboard et de la trottinette sur herbe. Un bikepark est également aménagé au pied de la station.

## Cyclisme

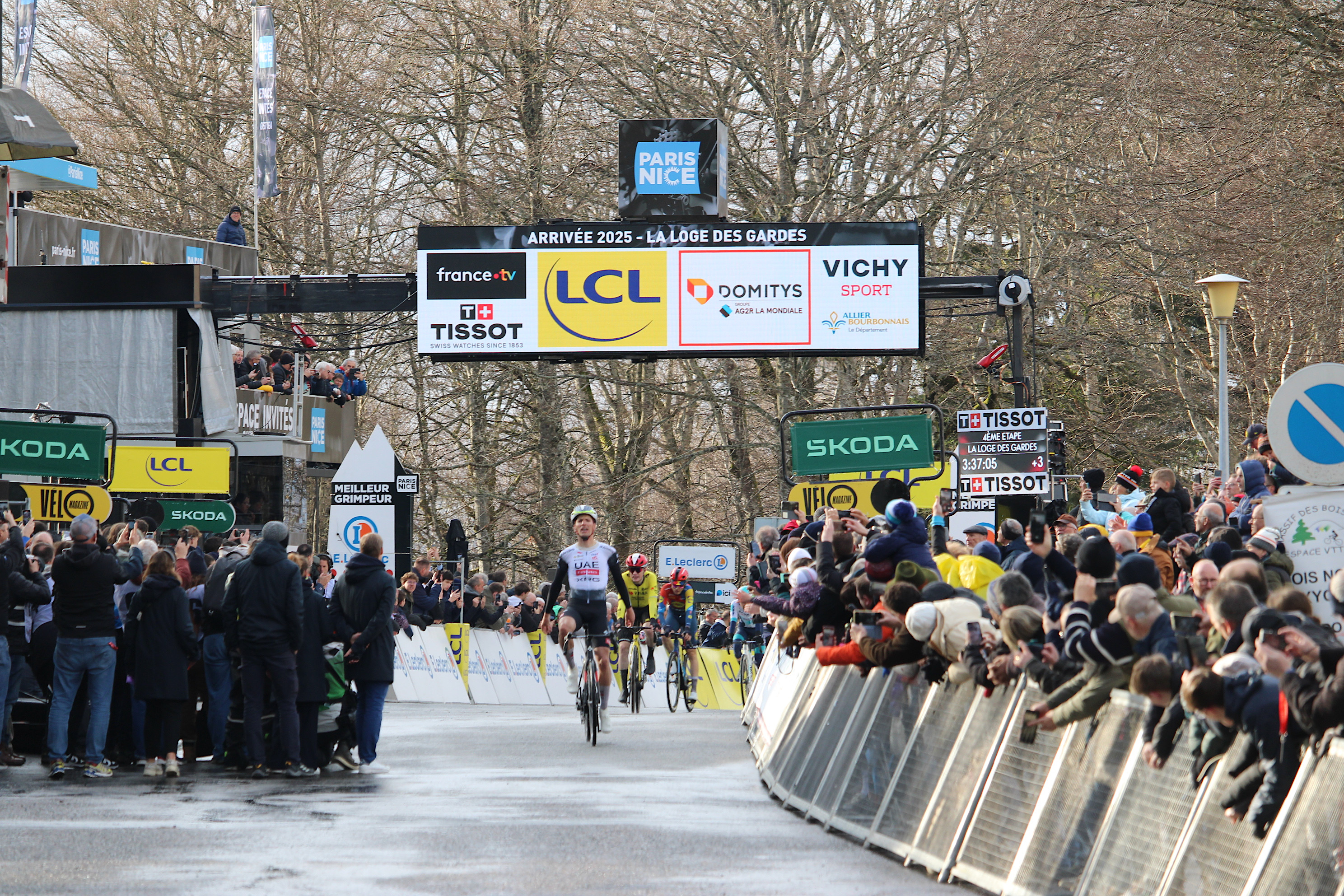
Arrivée de la 4e étape du Paris-Nice 2025 remportée par João Almeida.

L'ascension du col de la Loge des Gardes, unique col du département de l'Allier à plus de 1 000 mètres d'altitude et point culminant (par la route) des Monts de la Madeleine, peut s'effectuer par trois itinéraires :
- par le Moulin Gitenay (hameau à l'est de Laprugne, à 599 m d'altitude, au point de franchissement de la Besbre, à l'intersection entre les routes départementales 477 et 182), avec une montée de 7 à 8 % jusqu'à 11 % les cinq premiers kilomètres, justifiant son classement en 1re catégorie ;
- par le nord, via Saint-Clément et La Chabanne (D 177 et D 477) ;
- par l'est, via Le Moulin Cherier et la D 51.

La station de ski a été l'arrivée d'étape de deux éditions du Paris-Nice, la première en 2023.
Le 8 mars 2023, la station est l'arrivée de la 4e étape partie de Saint-Amand-Montrond. Tadej Pogačar y remporte l'étape devant David Gaudu et s'empare du maillot jaune.
Le 12 mars 2025, elle est à nouveau l'arrivée de la 4e étape partie de Vichy. Le Portugais João Almeida remporte l'étape devant le Danois Jonas Vingegaard ; ce dernier, qui rate la victoire en étant dépassé à cinquante mètres de l'arrivée, s'empare toutefois du maillot jaune.